# Bombardeiro estratégico
Um bombardeiro estratégico é uma aeronave de grande porte, projetada para lançar grandes quantidades de bombas e munições em um alvo distante, com o propósito de debilitar a capacidade do inimigo de manter a guerra.
Diferem dos bombardeiros táticos, que são usados na zona de batalha para atacar tropas e equipamento militar inimigo a curtas distâncias, ou com grande proximidade do alvo, como os Junkers Ju 87 Stuka, Ilyushin Il-2 Shturmovik, o A-10 Thunderbolt II e o Sukhoi Su-25 'Frogfoot'.
Os bombardeiros estratégicos são construídos para voar grandes distâncias carregando cargas pesadas, até o coração do território inimigo, para destruir alvos estratégicos como fábricas, represas, bases militares, pontes e cidades. Os bombardeiros estratégicos podem em alguns casos ser usados para missões táticas.

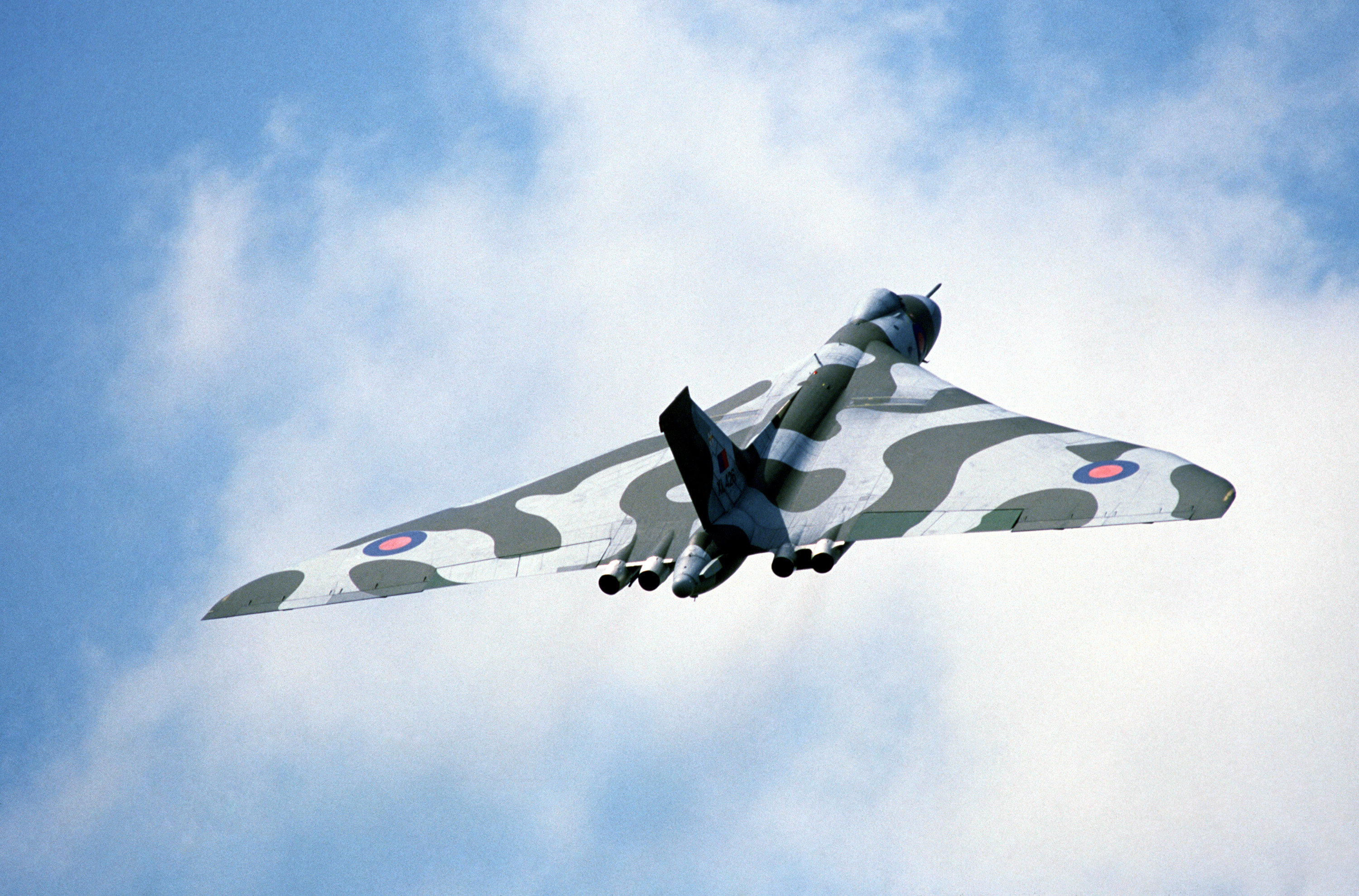
O Avro Vulcan pertencente à RAF, do Reino Unido.

Durante a Guerra Fria, tanto os Estados Unidos como a URSS mantinham bombardeiros estratégicos prontos para partir a qualquer momento, como parte da estratégia de dissuasão conhecida como Destruição Mútua Assegurada. A maioria dos bombardeiros estratégicos das duas superpotências era concebida para o lançamento de armas nucleares. Entre os anos 1950 e 1960 os EUA mantiveram bombardeiros estratégicos como o B-52 Stratofortress, voando 24 horas por dia no espaço aéreo próximo à fronteira soviética.

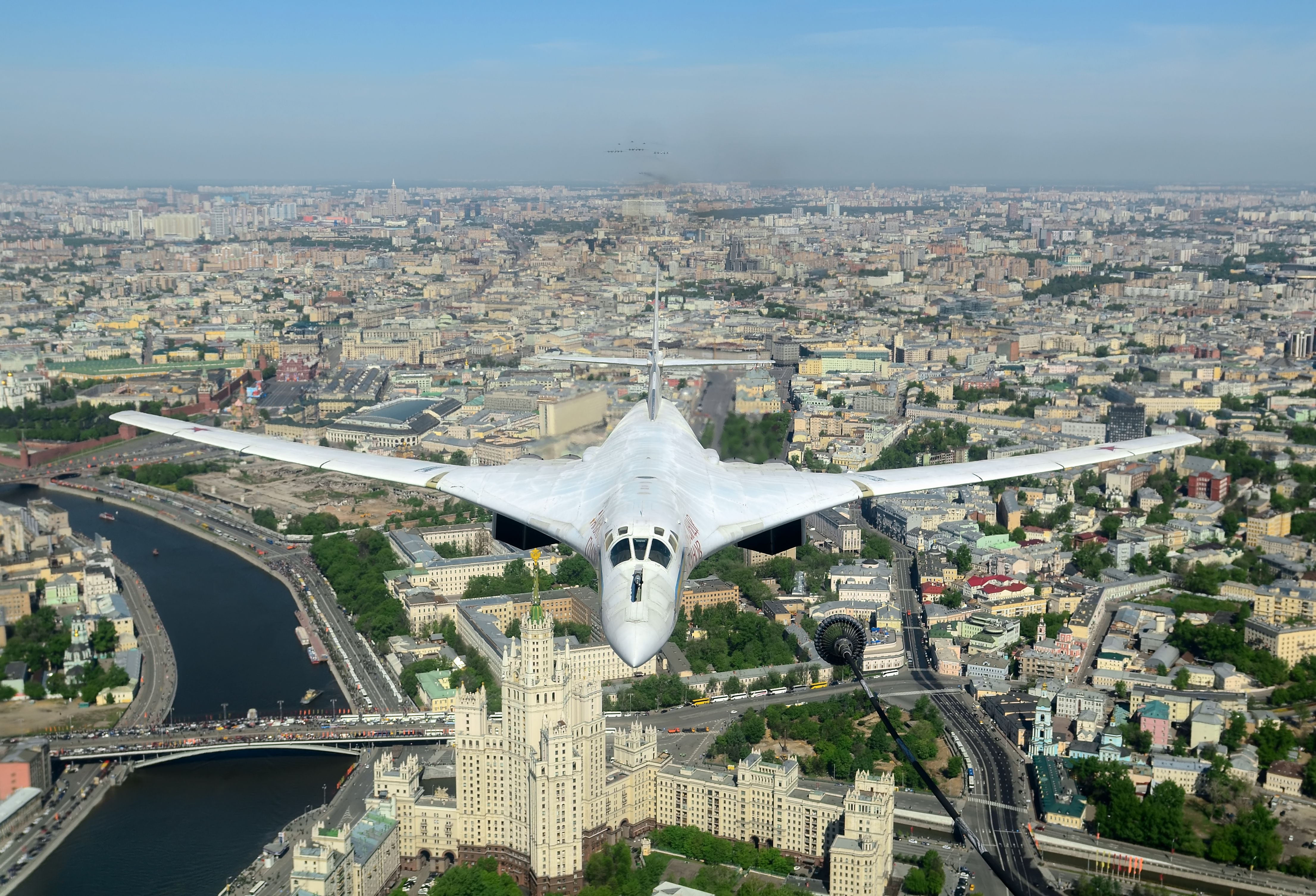
Bombardeiro Tupolev Tu-160

Além dos Estados Unidos e da União Soviética, poucos países construíram bombardeiros estratégicos com capacidade nuclear, como a Inglaterra, que fabricou o Avro Vulcan, que chegou a ser utilizado durante a Guerra das Malvinas.
Ao longo da Guerra Fria os Estados Unidos e a União Soviética adaptaram alguns tipos de caça-bombardeiros (geralmente com motores poderosos e grande autonomia de voo) para lançar armas nucleares.
Os bombardeiros estratégicos mais recentes, como o B-1 Lancer, o Tupolev Tu-160 e principalmente o B-2 Spirit incorporam tecnologias furtivas no seu projeto, para minimizar as chances de deteção pelo inimigo.
Os bombardeiros estratégicos não-furtivos, como por exemplo o B-52 Stratofortress e o Tupolev Tu-95 ainda são relevantes, através do uso de míssil de cruzeiro e outros tipos de munição de longo alcance como JSOW e JDAM. Existe inclusive a possibilidade do B-52 permanecer em serviço por mais tempo que o furtivo B-1B.

## Caça-bombardeiros com capacidade estratégica
Na atualidade existem muitas aeronaves de uso múltiplo, geralmente caça-bombardeiros, com variações que têm capacidade para realizar ataques nucleares, ou seja, podem ser classificados como aeronaves com capacidade de realizar um bombardeio estratégico, como o Dassault Mirage IV, ou a versão FB-111A do F-111; além de variações de aeronaves como o F-15, F-16 (ambos com capacidade para transportar a bomba nuclear B61), o Dassault Mirage 2000N, F-22, Sukhoi Su-27, Sukhoi Su-30, Sukhoi Su-33 e o Chengdu J-10.

## Bombardeiros estratégicos de destaque

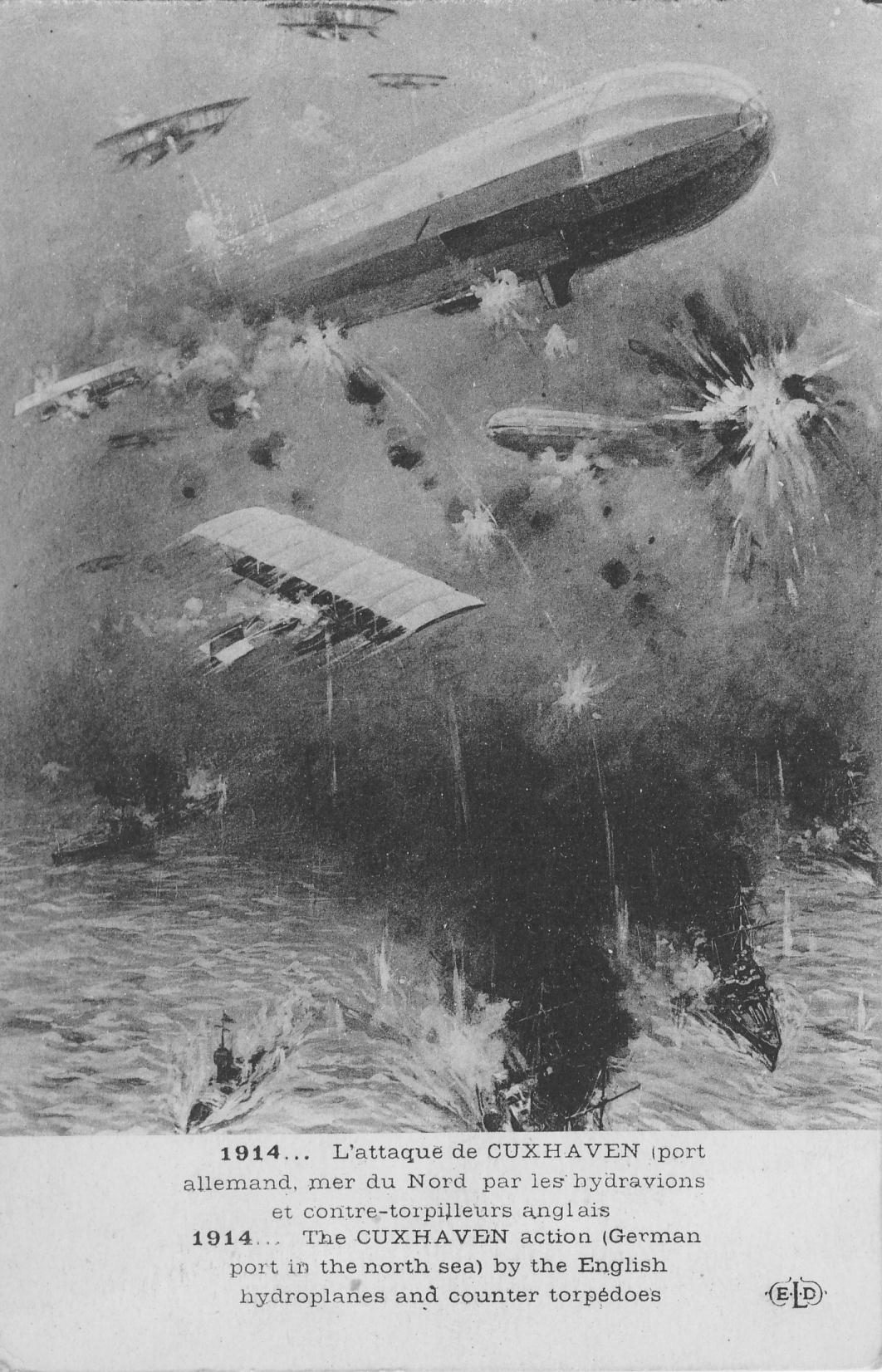
Impressão artística de um Zeppelin em 1914, durante a I Guerra Mundial, usado para bombardear alvos estratégicos, incluindo cidades inglesas.

### Primeira Guerra Mundial

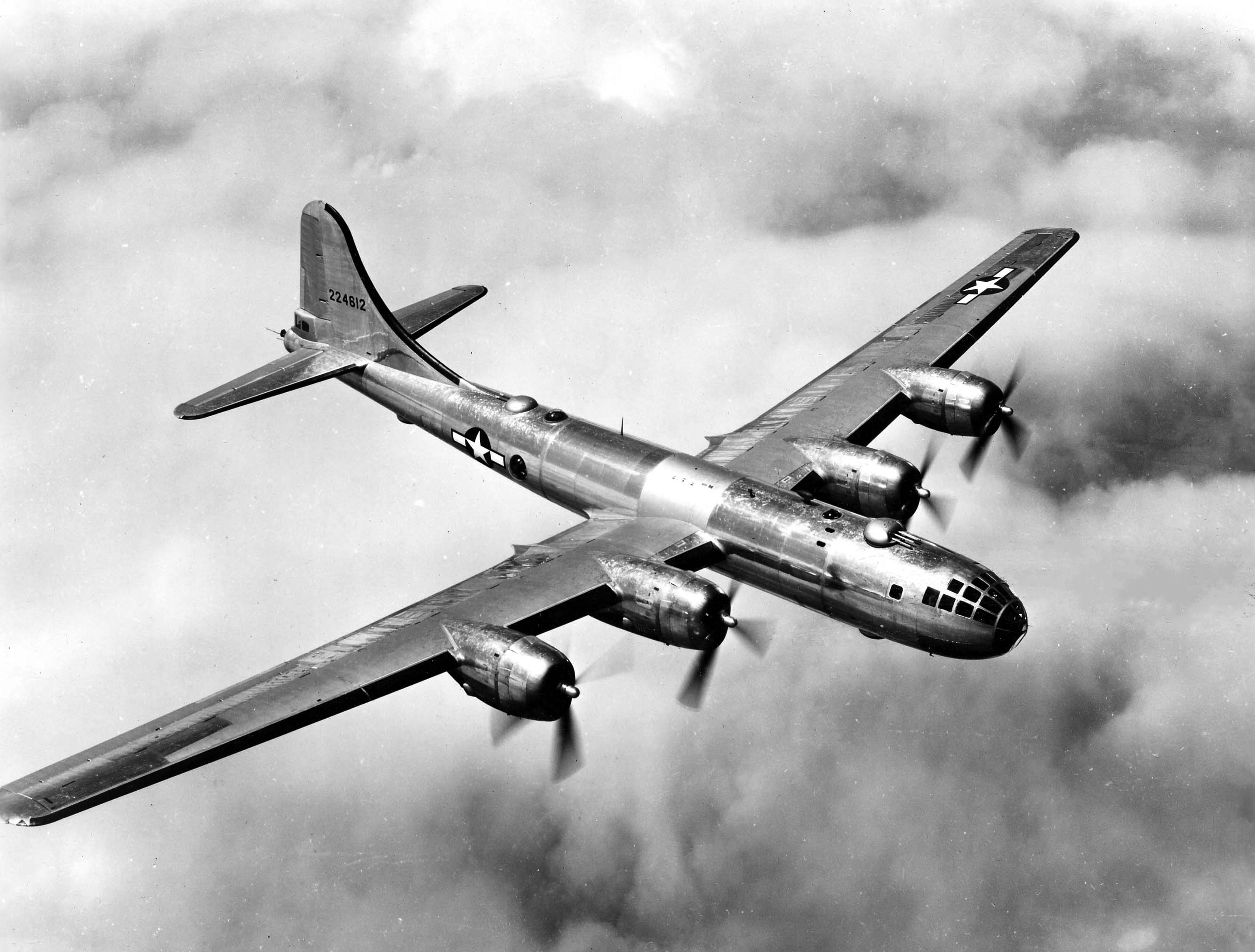
B-29 da Força Aérea dos EUA, utilizado nos ataques nucleares contra Hiroshima e Nagasaki em 1945, continuaram em uso até a Guerra da Coreia.

- Zeppelin
- Zeppelin-Staaken R.VI
- Gotha G
- Sikorsky Ilya Muromets
- Handley Page V/1500

### Segunda Guerra Mundial

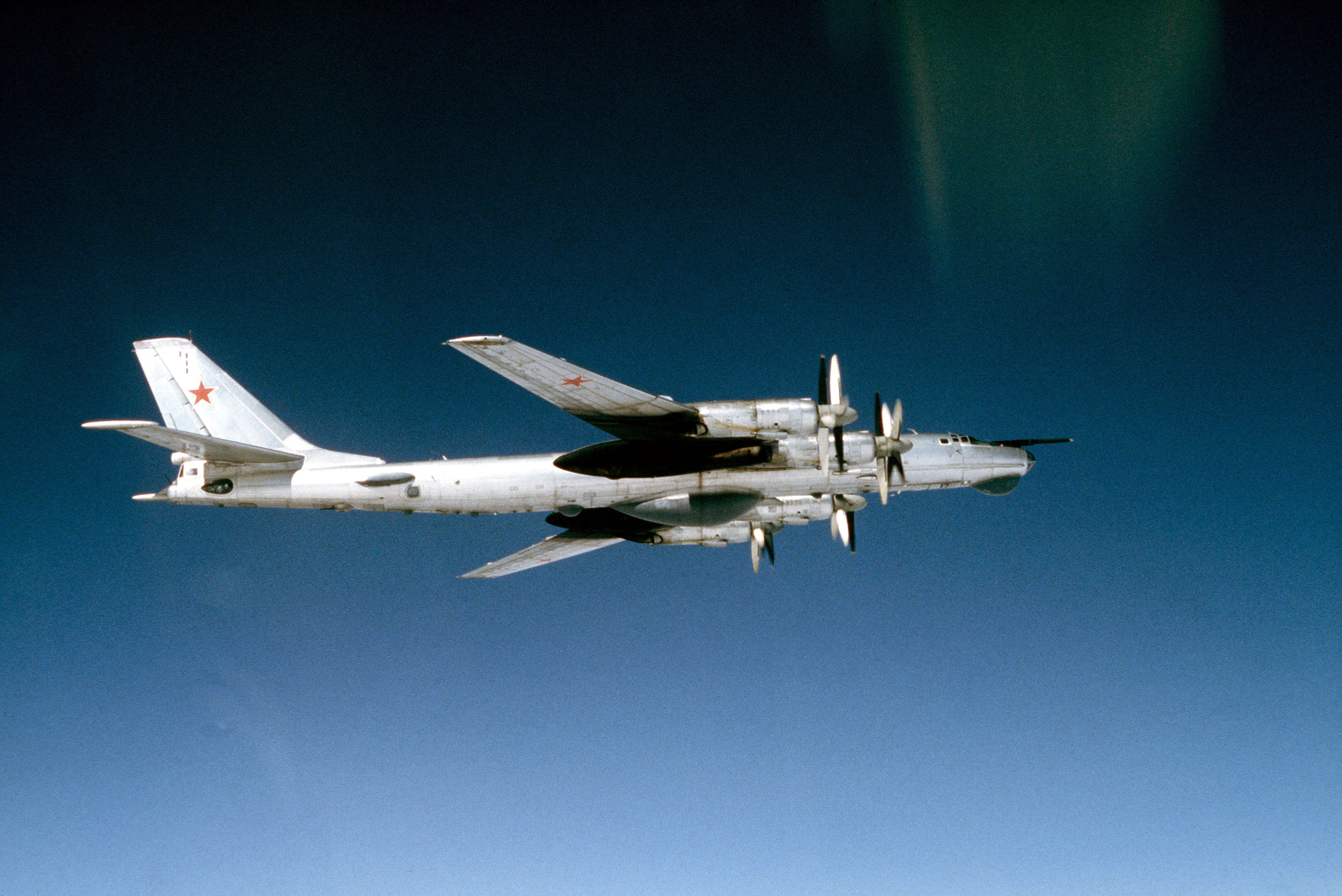
Tupolev Tu-95 "Bear" RTs.

- Avro Lancaster
- Short Stirling
- Handley Page Halifax
- Heinkel He 177
- Petlyakov Pe-8
- B-17 Flying Fortress
- B-24 Liberator
- B-29 Superfortress

### Guerra Fria
- B-36 Peacemaker
- B-45 Tornado
- B-47 Stratojet
- B-52 Stratofortress
- FB-111A (variação com capacidade nuclear do F-111)

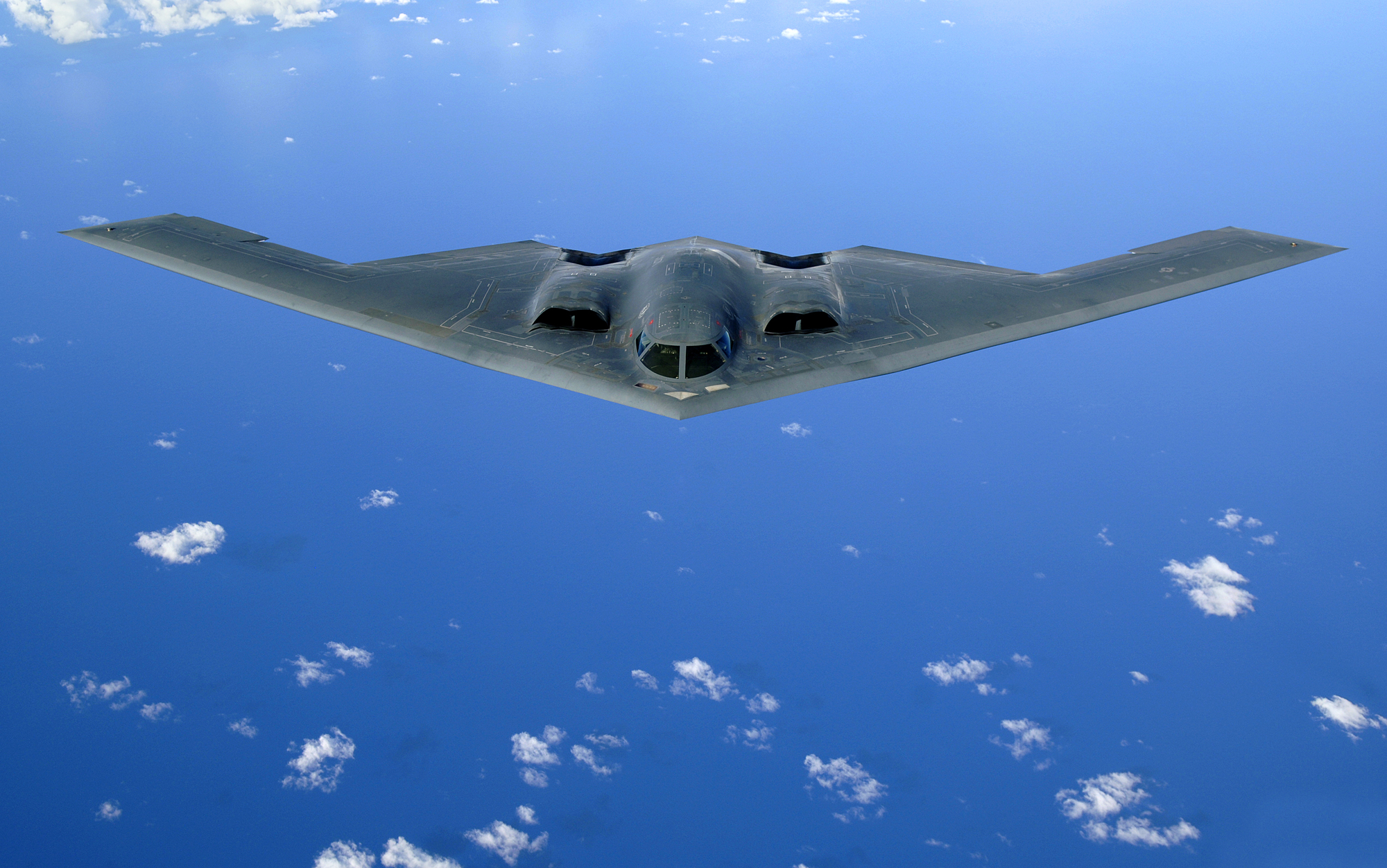
O B-2 Spirit americano

- Convair B-58 Hustler
- Handley Page Victor
- Avro Vulcan
- Vickers Valiant
- Myasishchev M-4
- Tupolev Tu-16
- Tupolev Tu-95

- Tupolev Tu-22M
- Dassault Mirage IV

### Pós-Guerra Fria
- B-1 Lancer
- B-2 Spirit
- B-52 Stratofortress (H model)
- Tupolev Tu-160
- Tupolev Tu-22M

### Caça-bombardeiros com capacidade de realizar bombardeios estratégicos

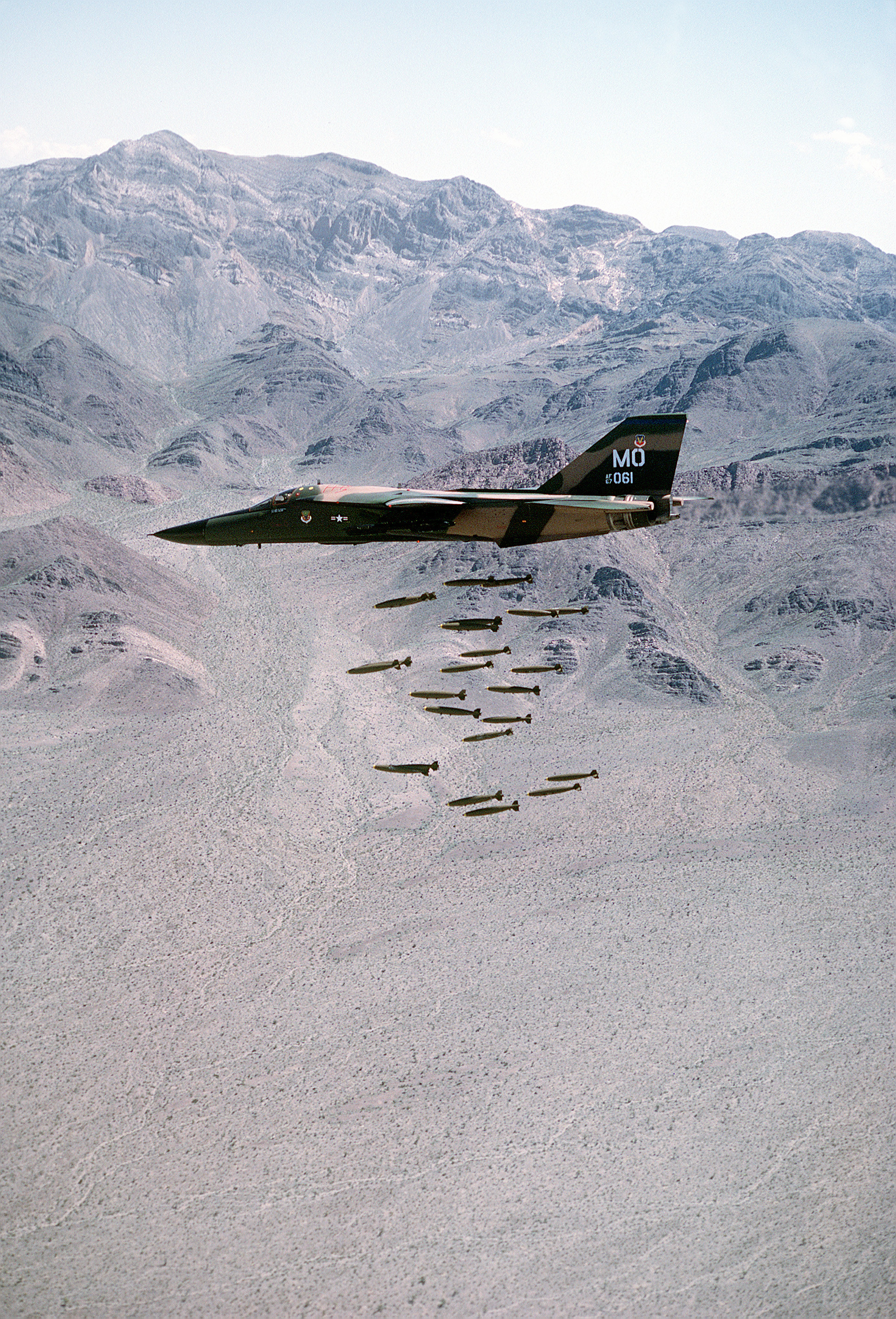
F-111, que foi utilizado como bombardeiro até a Guerra do Golfo.

Aviões de ataque ao solo (caça-bombardeiros) com capacidade de utilizar armas nucleares. Algumas destas aeronaves têm capacidade para transportar entre 8 e 12 toneladas de armas (bombas e mísseis), o que equivale à capacidade de um bombardeiro estratégico típico da II Guerra Mundial. 
- F-4 Phantom II
- F-105
- F-111 (versão FB-111A)
- F-14
- F-15
- F-16B
- F/A-18 Hornet
- F-22
- Sukhoi Su-7 (versão Su-7BM)
- Sukhoi Su-17
- Sukhoi Su-30
- Sukhoi Su-33
- Sukhoi Su-35
- MiG-21N
- MiG-23BN
- Dassault Mirage IV
- Dassault Mirage 2000N (variação com capacidade nuclear do Mirage 2000)
- Dassault Rafale (versão F3 standard)
- Panavia Tornado
- Xian JH-7
- Chengdu J-10